# Bâlea
Bâlea – jezioro polodowcowe w rumuńskich Górach Fogaraskich, położone na wysokości 2034 m n.p.m. Jego powierzchnia wynosi 4,65 ha, maksymalna głębokość 11,35 m.
Jezioro leży obok północnego skraju tunelu przecinającego na wysokości 2027 m n.p.m. łańcuch górski z północy na południe, około 13 kilometrów na południe od miejscowości Cârțișoara, gdzie zaczyna się przecinająca Góry Fogaraskie Szosa Transfogaraska, ok. 2 km na północny wschód od szczytu Laițel (2390 m n.p.m.) i ok. 3 km na północny wschód od drugiego pod względem wysokości szczytu Rumunii, Negoiu (2535 m n.p.m.)
Nad jeziorem znajdują się dwa całoroczne schroniska turystyczne i stacja meteorologiczna, wokół jeziora rozciąga się rezerwat przyrody (flory i fauny oraz geomorfologiczny i hydrologiczny) o łącznej powierzchni 180 ha.
Nad jeziorem, w sezonie zimowym 2005/2006, powstał pierwszy w tej części Europy hotel zimowy z lodu i śniegu.

## Linki zewnętrzne

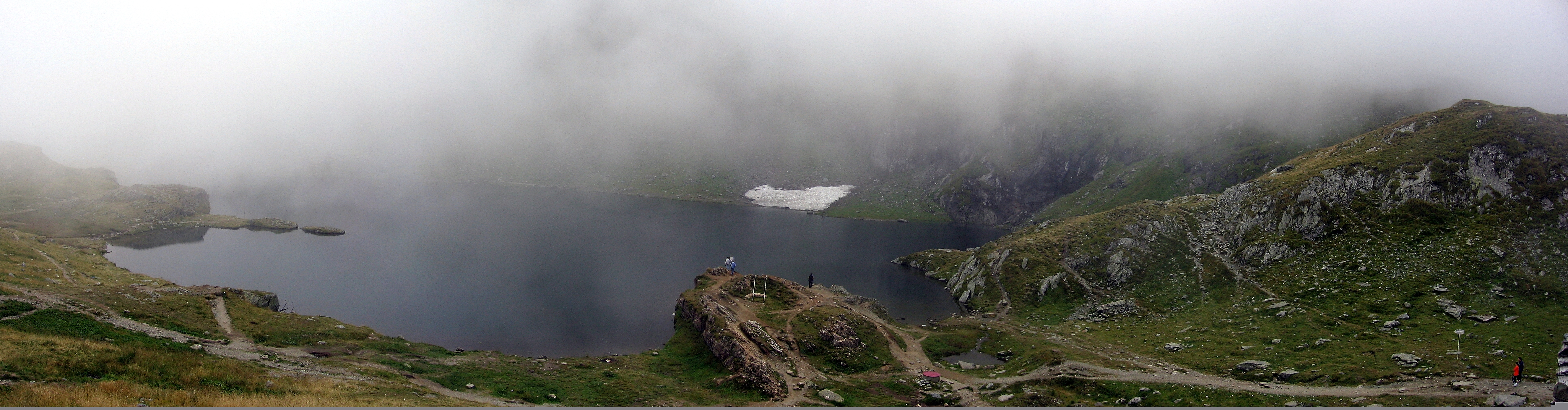
Panorama jeziora Bâlea we wrześniu